# El-Fajoem
El-Fajoem (Arabisch: لفيوم; al-Fayyūm, Koptisch: 'Ⲫⲓⲟⲙ) is een stad in Centraal-Egypte en de hoofdstad van het gouvernement Fajoem. De stad ligt op ongeveer 90 kilometer ten zuidwesten van de hoofdstad Caïro in de Westelijke Woestijn en beslaat een deel van het oude Crocodilopolis (Arsinoe). Er woonden 260.964 mensen bij de volkstelling van 1996.
Andere spelwijzen zijn onder andere Faiyum, Fayum, Fayoum, Al Fayyum en El Faiyūm. De vroegere naam was Medinet-el-Fajoem ("stad Fajoem").

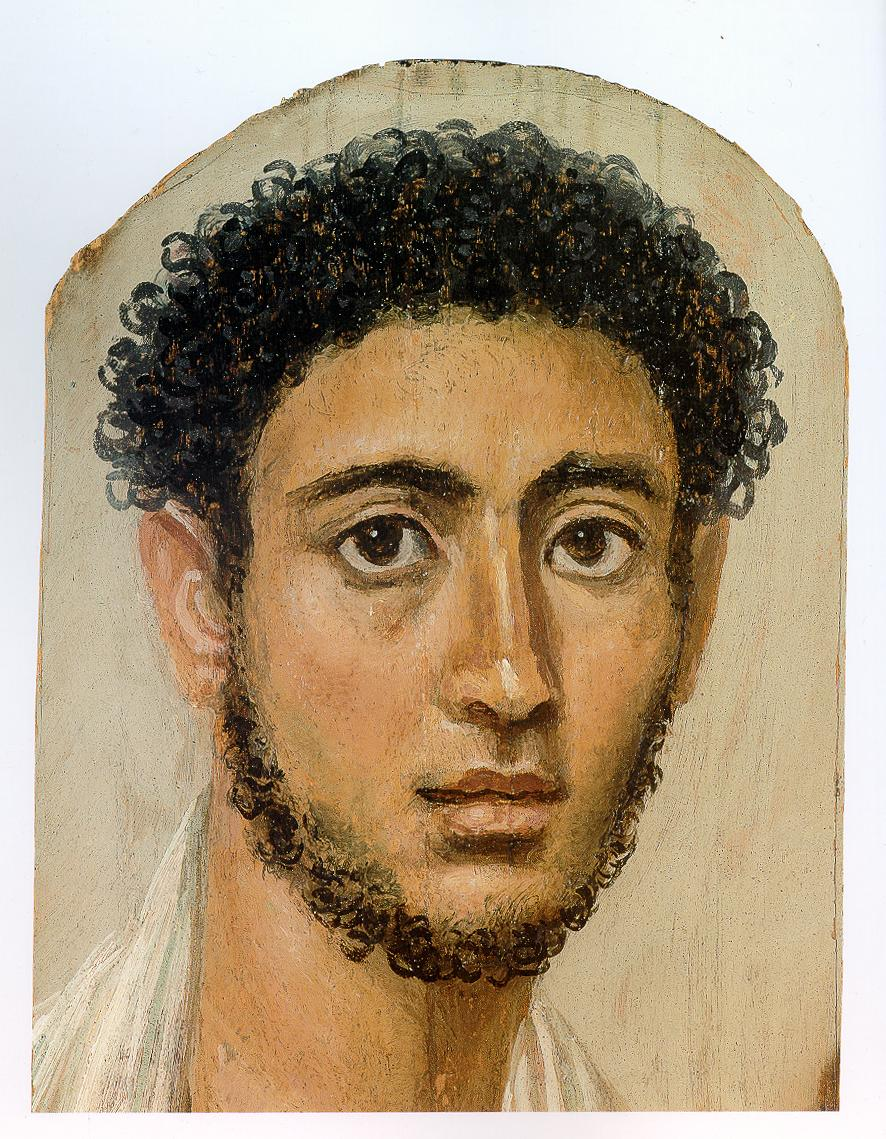
Dodenmasker uit Fajoem. Wastekening op hout. Staatliche Antikensammlungen

De stad vormt het hart van de El-Fajoem oase, een van de Westelijke Oases, die een oppervlakte beslaat van 1.827 km². Verschillend van andere oases, waarvan de vruchtbaarheid afhangt van water verkregen uit bronnen, wordt het gecultiveerde land in El-Fajoem gevormd door Nijlmodder uit het Bahr Yussef-kanaal dat 24 km lang is en vanaf de Nijl naar het Qarunmeer (Birkat al-Qarun) loopt. Dit meer is een overblijfsel van het oude Moerismeer. Het meer was zoetwater in de prehistorie, maar het tegenwoordige meer heeft zout water. Het is een bron voor tilapia en andere vissoorten. De oase wordt ook wel de "groentetuin van Caïro" genoemd en was in de pre-dynastieke periode een moerasachtig gebied. In het Middenrijk werden deze moeraslanden door koning Amenemhat II en Senoeseret II drooggelegd om de gebieden bruikbaar te kunnen maken voor de landbouw.

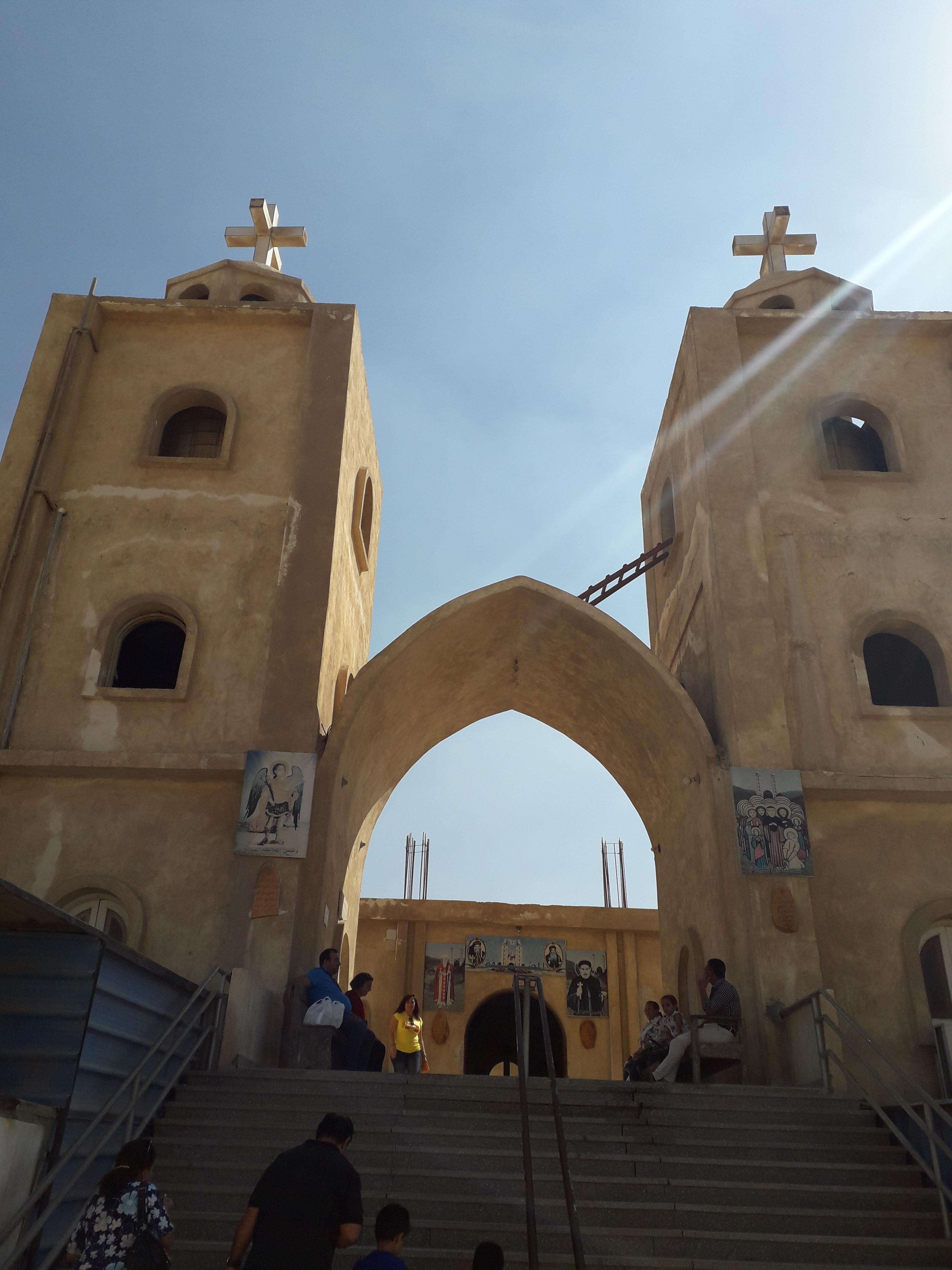
Klooster in Fajoem-stad

In El-Fajoem bevinden zich verschillende grote bazaars, moskeeën, baden en een drukbezochte wekelijkse markt. Het Bahr Yussef-kanaal stroomt door de stad, met aan beide zijden huizen. Er bevinden zich twee bruggen over dit kanaal; een met drie bogen die de hoofdstraat en de bazaar draagt en een met twee bogen, waarover de moskee van Qaitbay is gebouwd.

## Archeologische vondsten
El-Fajoem is de vindplaats van enkele beroemde dodenmaskers (de Fajoemportretten) die zijn geschilderd tijdens de Romeinse bezetting van het gebied. De Egyptenaren gingen door met het begraven van hun doden, ondanks de Romeinse voorkeur voor crematie. Terwijl ze onder de controle van het Romeinse Rijk waren, werden Egyptische dodenmaskers op hout geschilderd in een wastechniek die encaustiek wordt genoemd. Een deel van de gevonden dodenmaskers bevindt zich nu onder andere in het Louvre.
In de Fajoem oase bevond zich het door Herodotus en Strabo beschreven Labyrint, de dodentempel van farao Amenemhat III uit de 12e dynastie (de Piramide van Hawara). Aan de oostzijde van de oase ligt het huidige El-Lahun, in de buurt van de Piramide van Senoeseret II.

## Galerij

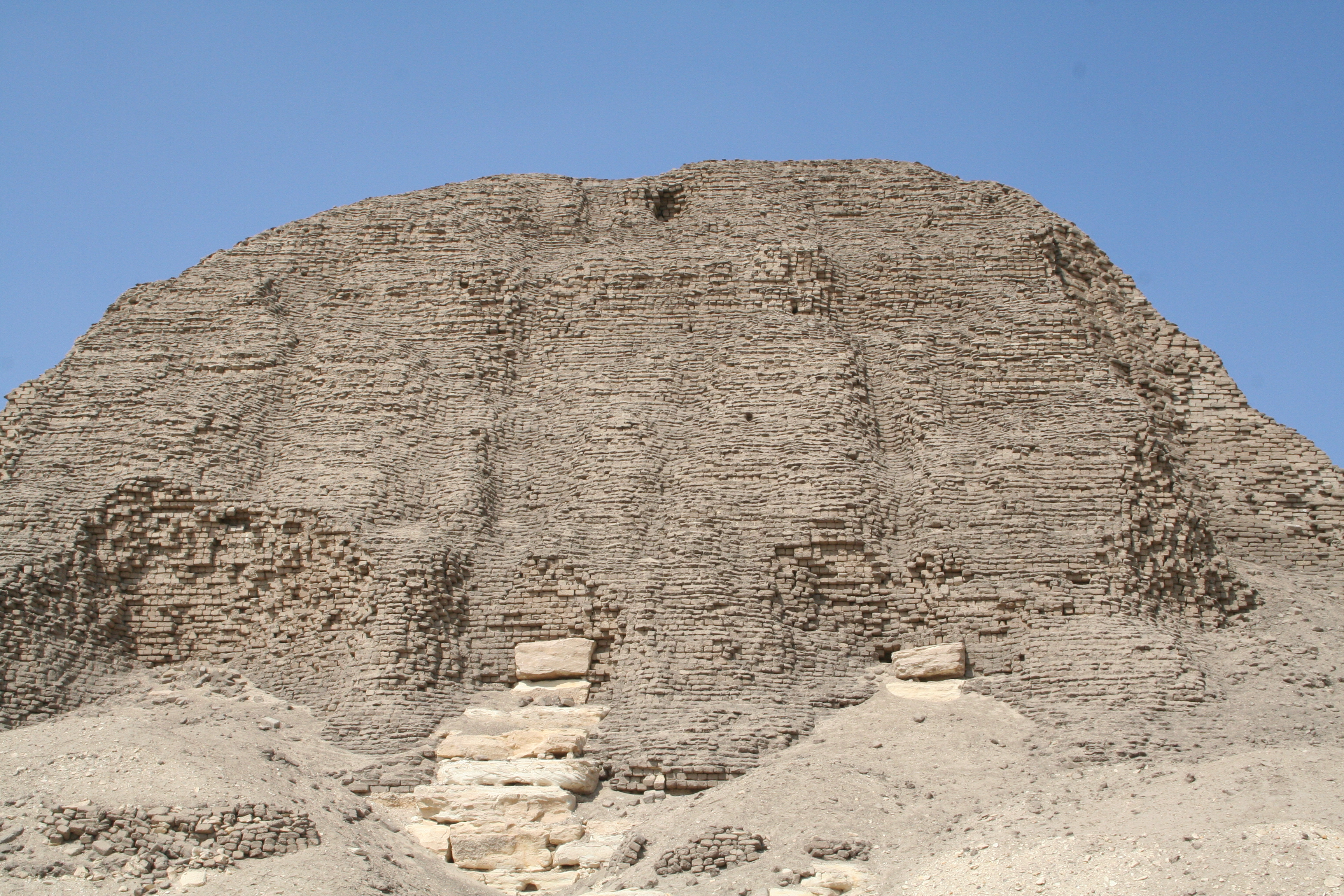
De Piramide van Senoeseret II
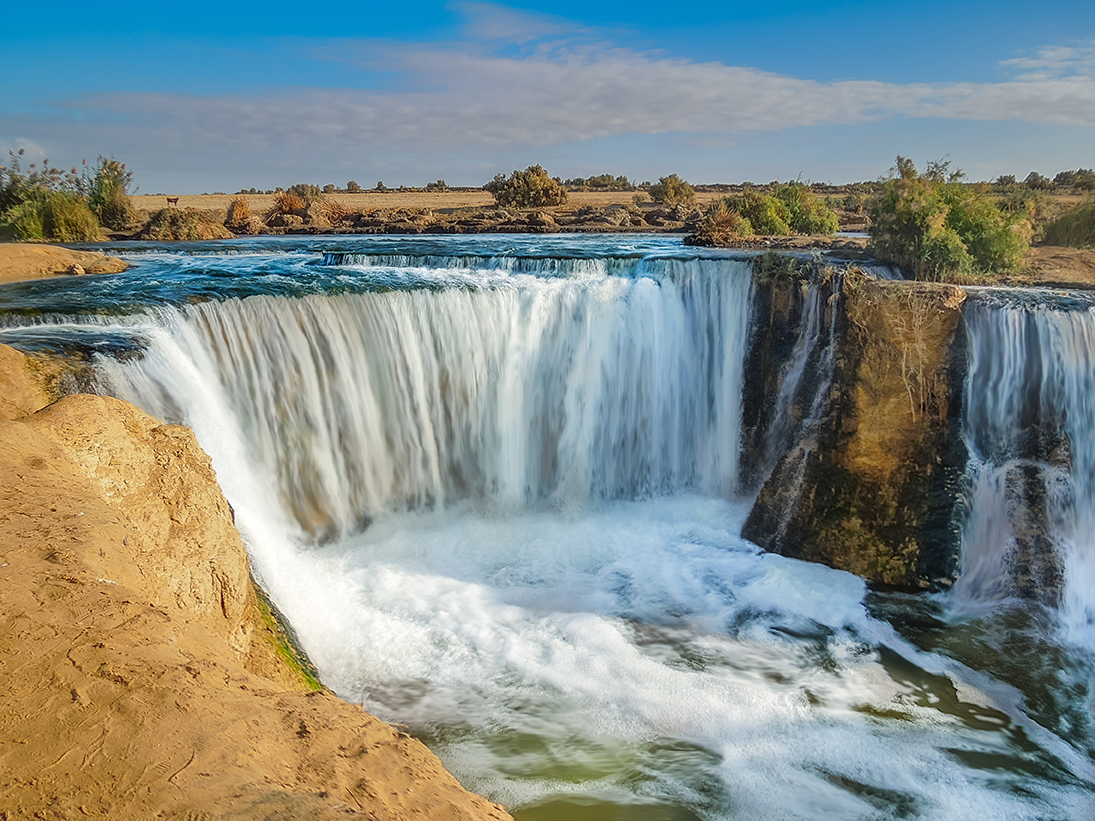
Wadi el-Raiyan na regenval
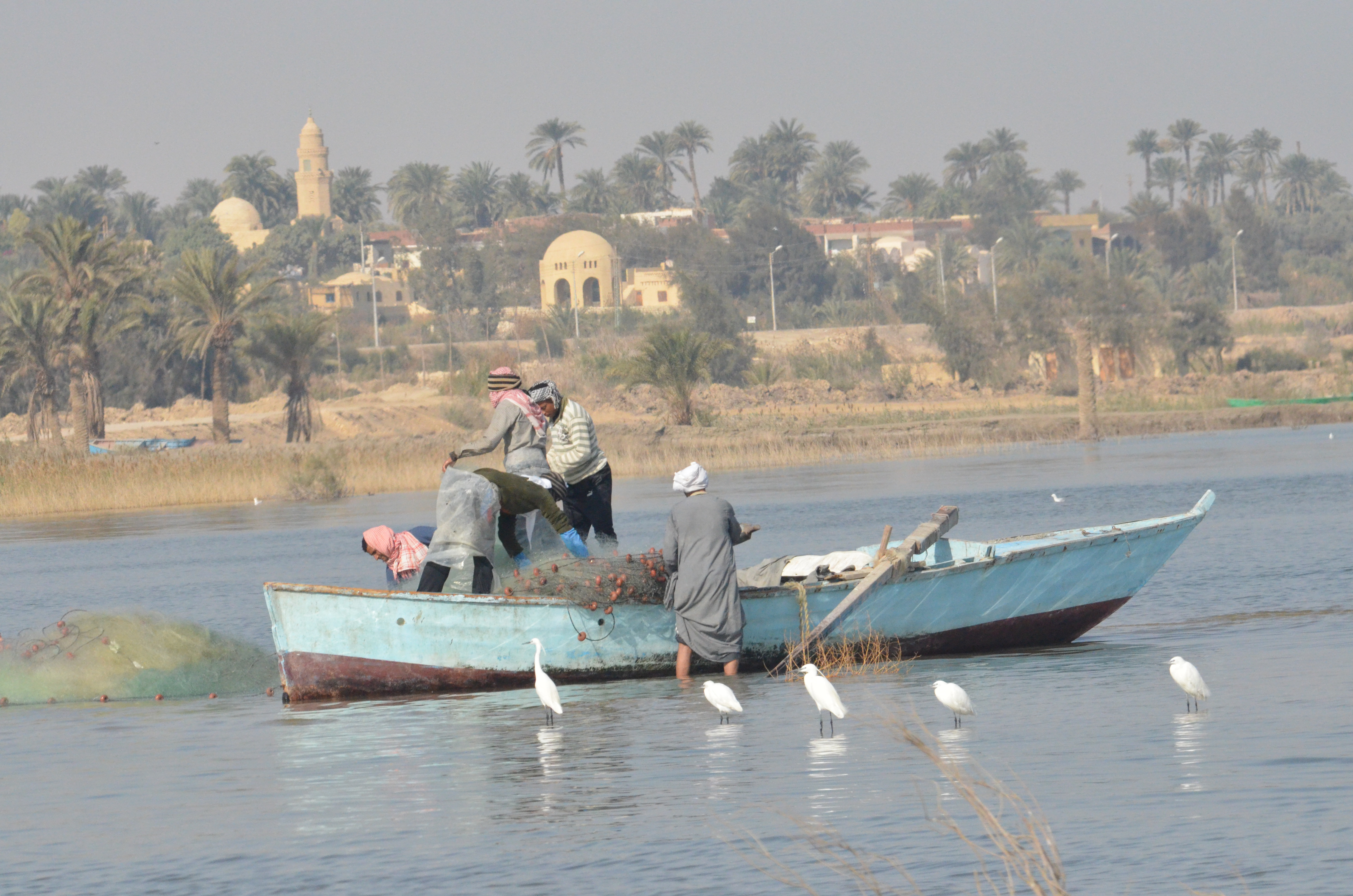
Vissers op het Qarunmeer